# إبرام بومان كولب
إبرام بومان كولب (بالإنجليزية: Abram Bowman Kolb)‏ هو مدرس وكاتب أغاني وشاعر أمريكي، ولد في 1862، وتوفي في 1925.